# Међународни директоријум за медицинско образовање
Међународни директоријум за медицинско образовање (IMED) био је јавна база података медицинских школа широм света. IMED је био резултат заједничке сарадње Образовне комисије за стране дипломце медицинских школа (ECFMG) и Фондације за унапређење међународног медицинског образовања и истраживања (FAIMER).
Подаци доступни у Међународном директоријуму за медицинско образовање потицали су од података које је прикупила Образовна комисија за стране дипломце медицинских школа током своје историје оцењивања академских акредитива међународних медицинских дипломаца. Користећи ове податке као основу, Фондација за унапређење међународног медицинског образовања и истраживања почела је развој Међународног директоријума за медицинско образовање 2001. године и учинила га јавним у априлу 2002. године.

## Сврха и значај
Међународни директоријум за медицинско образовање је служио као кључни ресурс за верификацију легитимности и акредитације медицинских школа широм света. Био је од великог значаја, како за будуће медицинске студенте, тако и за међународне дипломце медицинских школа, који су настојали да добију акредитацију и лиценцу у различитим земљама. Међународни директоријум је пружао транспарентан приступ подацима о медицинским школама, омогућавајући кандидатима да провере да ли школа у којој су студирали испуњава стандарде које захтевају надлежне здравствене власти.

## Изазови
Током рада Међународног директоријума за медицинско образовање, било је неких изазова, као што су могући недостаци у тачности података или тешкоће у одржавању ажурности директоријума. С обзиром на сталне промене у статусу акредитације школа и променљиве захтеве различитих земаља, било је изазовно одржавати потпуну и тачну базу података која би увек била актуелна. Ови проблеми су били важан разлог за прелазак на Светски директоријум, који је имао за циљ да побољша тачност и свеобухватност података.

## Прелазак на Светски директоријум медицинских школа
У априлу 2014. године Међународни директоријум за медицинско образовање спојен је са Директоријумом Авицена, како би се формирао Светски директоријум медицинских школа. Овај прелазак био је мотивисан потребом за унапређењем глобалног обима података о медицинским школама и створен је нови систем који ће омогућити свеобухватнији увид у медицинско образовање. Светски директоријум је сада дефинитивна листа медицинских школа на свету, јер су Међународни директоријум за медицинско образовање и Директоријум Авицена обустављени 2015. године. Данас ова база података служи као важан извор за медицинске студенте и дипломце који траже информације о медицинским школама, као и за здравствене власти које захтевају акредитацију и проверу легитимности школа за добијање лиценце за рад у различитим земљама.